# Hamavi
Hamavi, Chamãves ali Chamaboe (starogrško Χᾳμαβοί) so bili germansko pleme iz Rimskega cesarstva, katerega ime se je ohranilo do zgodnjega srednjega veka. Prvič so se pod tem imenom pojavili v 1. stoletju našega štetja v Tacitovem delu Germania kot germansko pleme, ki je živelo severno od Spodnjega Rena. Njihovo ime je verjetno preživelo v regiji, ki se danes imenuje Hamaland, ki leži v provinci Gelderland na Nizozemskem med rekama IJssel in Ems.

## Etimologija
Germansko ime Hamavi je bilo rekonstruirano kot Hamawiz, pri čemer se *ham- običajno nanaša na aluvialno zemljišče v bližini estuarija; v tem primeru reke IJssel in Ren.Po tej razlagi bi lahko plemensko ime prevedli kot »tisti, ki prebivajo blizu rečnega ustja«. Manj splošno sprejete etimologije povezujejo Hamavi s *hamo, zgodnje zahodnogermansko izposojenko latinskega hamus, kar pomeni »ribiški trnek«; tj. ribiči; ali v protogermanski *hamiþja (povezano s staroskandinavskim hamr in gotskim hamon) ki opisuje kos oblačila ali prevleke; tudi nizozemska beseda lichaam (telo, dobesedno »prekrivanje oblike/podobnosti«) si lasti isti koren.

## Lokacija in zgodovinske omembe
Po Velleju Paterkulu je leta 4 pr. n. št. Tiberij prečkal Ren in zaporedoma napadel Hamave, Hatuare in Bruktere, kar pomeni, da so Hamavi živeli zahodno od drugih dveh imenovanih plemen. Brukteri so živeli med rekama Ems in Lippe, tako da so Hamavi verjetno živeli tudi zahodno od Emsa.
Tacit v svojih Analih poroča, da so v času Nerona (očitno 58 n. št.) Angrivari, ki so bili izgnani iz svojih domov bolj na severu, prosili Rim, naj jim dovoli bivanje v vojaškem varovalnem pasu na severnemu bregu reke Ren, rekoč, da »ta polja pripadajo Hamavom, nato Tubantom, za njimi Usipom«. Ta polja, ki so bila na Renu med rekama IJssel in Lippe, so bila južno od sodobnega Hamalanda in zahodno od Brukterov. V tem odlomku ne pojasnjuje, kam so se Hamavi preselili.
Tacit je v svoji Germanii poročal, da so se Hamavi in Angrivarji očitno nedavno v njegovem času (okoli 100 n.š.) preselili v dežele Brukterov, »ko so bili Brukteri izgnani in popolnoma uničeni s strani zavezništva sosednjih ljudstev«. Brukteri so živeli na območju med rekama Lippe in Ems, jugovzhodno od sodobnega Hamalanda, ki je zahodno od Emsa. Tacit tudi poroča, da so severno od Hamavov in Angrivarov živeli »Dulgubini in Hasuarji ter druga plemena, ki niso enako znana«. Na njihovem jugu so bili takrat Tenkteri, v tistem času med Renom in Hati. (Vendar se Brukteri še naprej pojavljajo v zapisu in so se očitno preselili na jug.)
Ptolemaj v svoji Geografiji (2.10) omenja več plemenskih imen, ki bi se lahko nanašala na različna poročila o položaju Hamavijev.
Približno leta 293 ali 294, glede na latinske panegirike VIII, je Konstancij Klor zmagal v delti Šelde, njegova nasprotnika pa se pogosto domneva, da sta bila plemeni Hamavi in Frizijci, ker avtor besedila nato omenja, da posledično »Hamavi in Frizijci zdaj orjejo njegovo zemljo in cena hrane je nižja«. Nekateri so očitno postali tudi vojaki in približno 300 iz 11. kohorte Hamadoroi je bilo opaženih v Peamouju v Zgornjem Egiptu, kar ustreza 11. kohorti Hamavov, znani iz Notitia dignitatum. Vemo, da so bili Hamavi med njimi, ker je bilo naselje pagus (H)amavorum (francosko; Amous).
Leta 313 je Konstantin Veliki premagal tudi Franke pri Renu. Ohranjeni Panegirik omenja Brukterije, Hamave, Heruske, Lankione, Alemane in Tubante. Novo ime Franki se je v tem obdobju začelo uporabljati tudi za sklicevanje na Salijce, Hamave in nekatera druga plemena. Na zemljevidu Tabula Peutingeriana, ki datira že v 4. stoletje, je kratka opomba, napisana v prostoru severno od Rena, ki se običajno razlaga kot Hamavi qui et Pranci, kar je prevedeno kot Hamavi, ki so Franki.
V 50. letih 4. stol. je cesar Julijan zahteval veliko osvajanj proti Frankom ob Renu. Pozimi 357/358 je na reki Meuse premagal plenilce Salijce in Hamave ter pustil Salijce na rimskem ozemlju zaradi njihovega dovoljenja, da tam živijo, vendar je Hamave prisilil, da so odšli. Za razliko od Salijcev so bili Hamavi izgnani iz rimskih dežel, čeprav so očitno živeli blizu, kjer je bilo njihovo žito na razočaranje Rimljanov nepripravljeno za rimsko uporabo. V očitnem opisu istih dogodkov Zosimus ne omenja Hamavov, ampak saksonsko skupino, znano kot Kouadoi, grško črkovanje Kvadi, pri čemer nekateri avtorji menijo, da bi lahko bil nesporazum za Hamave. Po njegovem mnenju se je to pleme potisnilo v Batavijo in izrinilo Salijce.
Leta 392 našega štetja je po navedbi Gregorja Tourskega Sulpicij Aleksander poročal, da je Arbogast prečkal Ren, da bi kaznoval Franke za vpade v Galijo. Najprej je opustošil ozemlje Brikterijev, blizu brega Rena, nato Hamavov, očitno njihove sosede. Obe plemeni se z njim nista soočili. Ampsivarijci in Hati pa so bili pod vojaškim vodstvom frankovskih knezov Marcomerja in Suna in so se pojavili »na grebenih daljnih hribov«. V tem času so Brukteri očitno živeli blizu Kölna. Upoštevajte, da sta ljudstvi Hamavi in Ampsivarijci, za katera je Tacit že davno prej zapisal, da sta osvojili Bruktere z njihovega severa. Ta opis bi umestil dežele Hamavijev še vedno blizu starih dežel Brukterov.
Hamavi se pojavljajo tudi v 5. stoletju Notitia dignitatum kot rimska vojaška enota.
Gregor Tourski tudi omenja Hamave, da so bili med Franki.
Lex Hamavorum Francorum je sodobno ime frankovskega pravnega zakonika, znanega iz 9. stoletja, ki je bil uraden pod Karlom Velikim. Ni jasno, ali je bil res namenjen sklicevanju na Hamavije.